# Demokracja Bezpośrednia
Demokracja Bezpośrednia (DB) – polska partia polityczna założona 24 marca (zarejestrowana 17 sierpnia) 2012 w drodze reakcji na wydarzenia związane z podpisaniem umowy ACTA oraz obywatelskim wnioskiem o referendum w sprawie ustawy emerytalnej. Wyrejestrowana została 19 grudnia 2022. Partia była formą organizacyjną oddolnego, obywatelskiego ruchu, zawiązanego w Internecie na rzecz wprowadzenia w Polsce ustroju demokracji bezpośredniej. Demokracja Bezpośrednia była partią zadaniową, skupiała zatem osoby o różnych poglądach gospodarczych oraz politycznych i nie zajmowała oficjalnego stanowiska w tych kwestiach. Założycielem ugrupowania był Adam Kotucha.

## Historia Demokracji Bezpośredniej

### Geneza

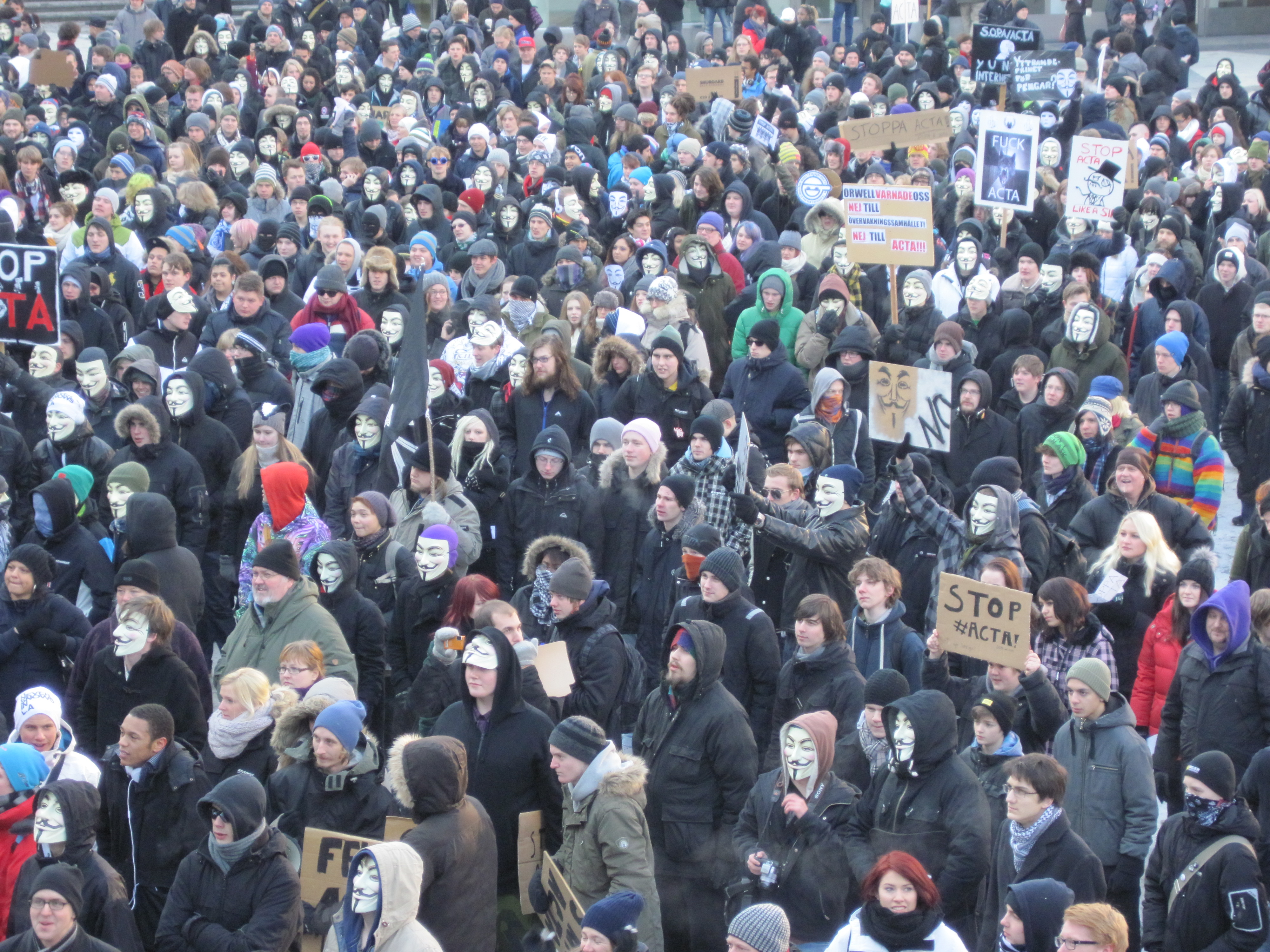
Protest przeciwko ratyfikacji umowy ACTA

Pierwszym wydarzeniem, istotnym dla powstania partii, była fala manifestacji w Europie zorganizowana przeciwko umowie międzynarodowej Anti-Counterfeiting Trade Agreement (ACTA). Pierwsze demonstracje miały miejsce w styczniu, w Polsce. Pod wpływem tych protestów Sejm wycofał się z ratyfikacji umowy.
Drugim wydarzeniem o podobnym wydźwięku było złożenie do Sejmu przez NSZZ „Solidarność” wniosku o referendum w sprawie wydłużenia wieku emerytalnego. Sejm odrzucił wniosek o obywatelskie referendum w tej sprawie wbrew woli 2 mln ludzi, którzy podpisali się pod nim w ciągu miesiąca. W państwach demokracji bezpośredniej, gdzie wniosek obywatelski jest wiążący dla Sejmu, głosowanie nad nim nigdy nie miałoby prawa mieć miejsca.

### Komitet założycielski
Sprowokowani tymi wydarzeniami działacze o różnych poglądach politycznych, a także niezależni samorządowcy, skontaktowali się ze sobą za pośrednictwem Internetu i powołali 24 marca 2012 w Krakowie komitet założycielski partii Demokracja Bezpośrednia. Celem komitetu było doprowadzenie do formalnej rejestracji partii. Zakreślono także wtedy i zatwierdzono pierwsze ramy programowe. Ugrupowanie DB miało być w zamierzeniu członków założycieli partią nieposiadającą rozwiniętego programu światopoglądowego ani gospodarczego. Celem partii jest wprowadzenie w Polsce demokracji bezpośredniej, a także urzeczywistnienie innych zasad demokratycznego państwa.

### Rejestracja partii oraz prace programowe
Opracowany został dokument programowy partii pod nazwą „Turkusowa (R)ewolucja”. Powołano także młodzieżówkę partii – Stowarzyszenia „Młodzi Bezpośredni”. 17 sierpnia 2012 Sąd Okręgowy w Warszawie podjął decyzję o wpisaniu partii Demokracja Bezpośrednia do ewidencji partii politycznych. 29 września 2012 walne zgromadzenie wyłoniło zarząd krajowy partii.

### Działalność
W wyborach uzupełniających do Senatu w okręgu rybnickim w 2013 DB zgłosiła komitet i wyłoniła kandydata w powszechnych prawyborach, jednak partii nie udało się zarejestrować jego kandydatury.
W tym samym roku DB złożyła pozew przeciwko Sejmowi RP (oddalony przez sąd) w sprzeciwie wobec ustawy o referendach, a także pismo do Kancelarii Prezesa Rady Ministrów podważające prawo do organizowania posiedzeń PO w budynkach publicznych.
W wyborach do Parlamentu Europejskiego w 2014 DB powołała własny komitet, z list którego startowali też działacze Partii Libertariańskiej i Polskiej Partii Piratów. Komitet DB zarejestrowany został w 6 z 13 okręgów i otrzymał 16 222 głosy (0,23%), zajmując 11. miejsce spośród 12 komitetów w skali kraju.
Kilka miesięcy później DB wystawiła kandydatów w dwóch z trzech okręgów, w których odbywały się wybory uzupełniające do Senatu. Jej kandydaci zajęli w nich ostatnie, 6. miejsca. W okręgu podwarszawskim Andrzej Gorayski zdobył 1,12% głosów, zaś w okręgu podkieleckim bezpartyjna Małgorzata Marenin (kilka miesięcy wcześniej szefowa regionu w Twoim Ruchu) uzyskała 1,19% głosów.
W wyborach samorządowych w 2014 partia zarejestrowała listy w 51 z 85 okręgów do sejmików województw (jej komitet był jednym z siedmiu ogólnopolskich) i otrzymała 0,81% głosów w skali kraju, nie wprowadzając tam żadnych radnych. Wystawiła także m.in. kandydata na prezydenta Warszawy – Andrzeja Gorayskiego, który zajął ostatnie, 11. miejsce, uzyskując 0,39% głosów. Pojedynczy kandydaci DB zdobyli mandaty radnych niskiego szczebla.
W wyborach prezydenckich w 2015 kandydatem DB był rzecznik partii Paweł Tanajno, który zajął ostatnie, 11. miejsce, uzyskując 0,2% głosów. W II turze DB nie poparła żadnego z kandydatów.
11 czerwca tego samego roku Adam Kotucha zrezygnował z funkcji przewodniczącego partii, a 27 czerwca zastąpiła go Marzena Petykiewicz. Wkrótce powrócił jednak na funkcję przewodniczącego.
W wyborach parlamentarnych w 2015 pięcioro działaczy DB (w tym Paweł Tanajno) wystartowało do Sejmu z list komitetu Kukiz’15. Żaden z nich nie uzyskał mandatu. Partia ograniczyła następnie w znaczącym stopniu działalność.
W wyborach samorządowych w 2018 dwóch członków partii startowało na prezydentów miast. W Warszawie Paweł Tanajno kandydował z ramienia komitetu „Odkorkujemy Warszawę. RiGCz. Tanajno. Hawajska+”, zajmując 12. miejsce spośród 14 kandydatów (zdobył 0,42% głosów). W Poznaniu Przemysław Hinc był kandydatem Kukiz’15, zajmując przedostatnie, 6. miejsce (uzyskał 2,29% głosów).
W wyborach do Parlamentu Europejskiego w 2019 Paweł Tanajno znalazł się na liście Kukiz’15, na mocy porozumienia DB z tym ruchem, komitet nie uzyskał mandatów. W wyborach parlamentarnych w tym samym roku działacze DB nie wystartowali.
W grudniu 2019 Paweł Tanajno zrezygnował z członkostwa w DB. 15 stycznia 2020 Adama Kotuchę na funkcji przewodniczącego partii zastąpił Zbigniew Paweł Kawalec. W kampanii przed wyborami prezydenckimi w tym samym roku DB utożsamiała się z działaniami startującego jako kandydata niezależnego Pawła Tanajny (po wyborach z jego inspiracji powołano partię Polska Liberalna Strajk Przedsiębiorców, której wkrótce został przewodniczącym). 29 stycznia 2021 DB współtworzyła wraz z Kukiz’15 koło poselskie Kukiz’15-DB (pomimo nieposiadania żadnego posła, jednak zawierając porozumienie w sprawie reprezentowania jej postulatów w Sejmie).
19 grudnia 2022 Sąd Okręgowy w Warszawie postanowił o wykreśleniu partii z ewidencji partii politycznych, z powodu niezłożenia sprawozdania finansowego za 2020 i 2021 rok.

## Program partii
Program partii składał się z 25 postulatów pogrupowanych w 5 rozdziałów. DB wyznawała zasadę neutralności światopoglądowej i gospodarczej. Oznacza to, że partia nie zajmowała stanowiska w sprawach światopoglądowych i gospodarczych, takich jak dopuszczalność aborcji, finansowanie zabiegów in vitro, pozycja związków wyznaniowych w państwie, wysokość podatków, system zabezpieczeń społecznych itp.

### Demokracja bezpośrednia w Polsce
- wprowadzenie instytucji referendum obligatoryjnego, zniesienie progu 50% frekwencji,
- wprowadzenie instytucji inicjatywy obywatelskiej, pozwalającej obywatelom poddawać pod referendum obywatelskie projekty ustaw,
- wprowadzenie instytucji weta obywatelskiego, pozwalającego obywatelom blokować w referendum ustawy przyjmowane przez parlament,
- wprowadzenie możliwości głosowania, a także zbierania podpisów drogą elektroniczną (e-voting),
- wprowadzenie możliwości odwołania (ang. recall) posła, senatora, ministra oraz Rady Ministrów w trakcie kadencji.

### Demokratyczne państwo
- dokonanie zmian w ordynacji wyborczej:
  - w bliższej perspektywie wprowadzenie okrągłych list wyborczych,
  - w dalszej perspektywie wprowadzenie jednomandatowych okręgów wyborczych w ordynacji preferencyjnej,
  - zniesienie finansowania partii politycznych z budżetu państwa na rzecz odpisu 1% od podatku dochodowego;
- wzmocnienie instytucji ławników sądowych oraz wprowadzenie powszechnego wyboru Prokuratora Generalnego oraz prokuratorów apelacyjnych,
- ograniczenie inwigilacji obywateli poprzez ujęcie jej zasad w jednym akcie prawnym i odpolitycznienie służb,
- wprowadzenie zasady równowagi budżetowej w Konstytucji RP,
- poddanie pod ogólnonarodowe referendum projektu ogłoszenia neutralności militarnej Polski oraz uzależnienie zagranicznych misji wojskowych od zgody wyrażonej w referendum.

### Władza nieuprzywilejowana
- zniesienie immunitetu formalnego posłów oraz senatorów,
- zniesienie przywilejów poselskich oraz senatorskich,
- ograniczenie wydatków Kancelarii Prezydenta RP,
- zniesienie Trybunału Stanu,
- wprowadzenie odpowiedzialności urzędników za podejmowane decyzje.

### Wolność słowa
- dokonanie zmian w kwestii wolności mediów poprzez:
  - zlikwidowanie KRRiT i zniesienie systemu koncesyjnego mediów,
  - zniesienie abonamentu RTV,
  - wydzielenie kanału telewizji publicznej TVP Debata;
- ograniczenie tajemnicy państwowej oraz wprowadzenie wygasania w ciągu 10 lat majątkowych praw autorskich do utworów legalnie opublikowanych w Internecie,
- informatyzacja administracji publicznej (e-government),
- uchylenie przepisu o obrazie głowy państwa,
- wprowadzenie powszechnego dostępu do Internetu.

### Silny samorząd
- wprowadzenie referendum fiskalnego, a także budżetu partycypacyjnego w gminach i województwach,
- wprowadzenie instytucji zgromadzenia ludowego w gminach,
- przekształcenie Senatu RP w izbę samorządową,
- likwidacja powiatów,
- wprowadzenie centrów dialogu społecznego w gminach.

## Organizacja partii
Demokracja Bezpośrednia określała się jako najbardziej demokratyczna partia polityczna w Polsce. Zgodnie ze statutem DB władzami partii były walne zgromadzenie członków i zarząd. Zarząd pełnił jednak jedynie role reprezentacyjne i administracyjne. Decyzje dotyczące kierunków rozwoju partii, a nawet miejsc na listach wyborczych podejmowało walne zgromadzenie członków jako najwyższa władza DB. Do realizowania swoich celów zarząd oraz walne zgromadzenie powoływać mogły grupy zadaniowe przeznaczone do wykonywania konkretnych działań. Ponadto funkcjonowały w organizacji grupy terenowe prowadzące akcje lokalne. Partia w dużej mierze funkcjonowała za pośrednictwem Internetu, a decyzje dotyczące wyłaniania list wyborczych podejmowane były w głosowaniach wszystkich członków odpowiednich okręgów wyborczych.